# Tiszaásvány címere

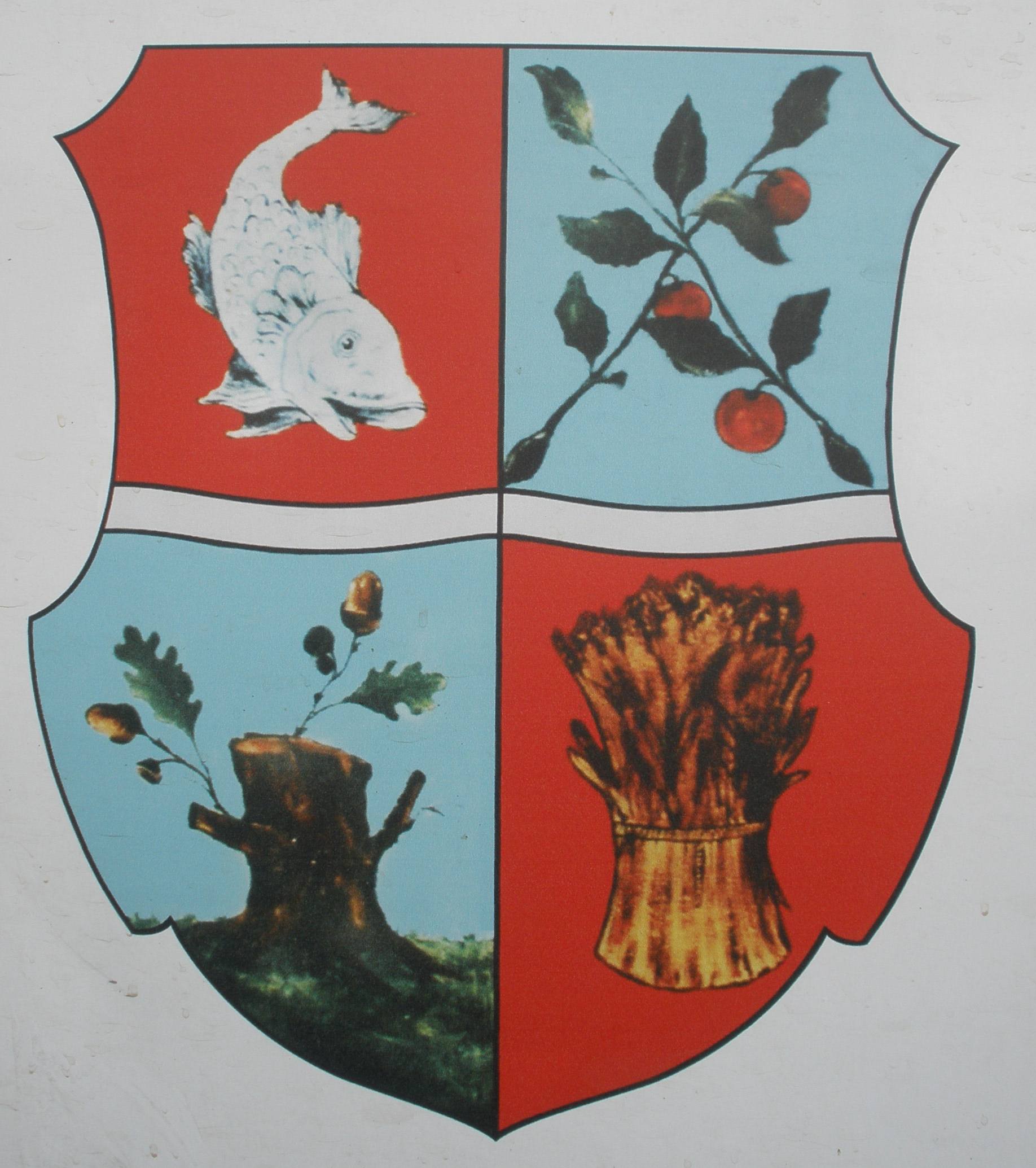
Tiszaásvány címere

Tiszaásvány címere.

## Címer leírása
A címerpajzs formája egy reneszánsz pajzs. A pajzsmező négyelt. Függőleges hasítás egy vonal, míg a vízszintes vágás egy ezüst hullámos pólya. A jobb felső vörös mezőben egy ezüst hal látható, a bal felső kék mezőben kerestbe helyezett almaágak találhatóak. A bal alsó kék mezőben egy tölgyfa tönk látható két hajtással, míg a jobb alsó vörös mező egy búzakévét ábrázol. 